# Liste de personnalités de l'Aquitaine

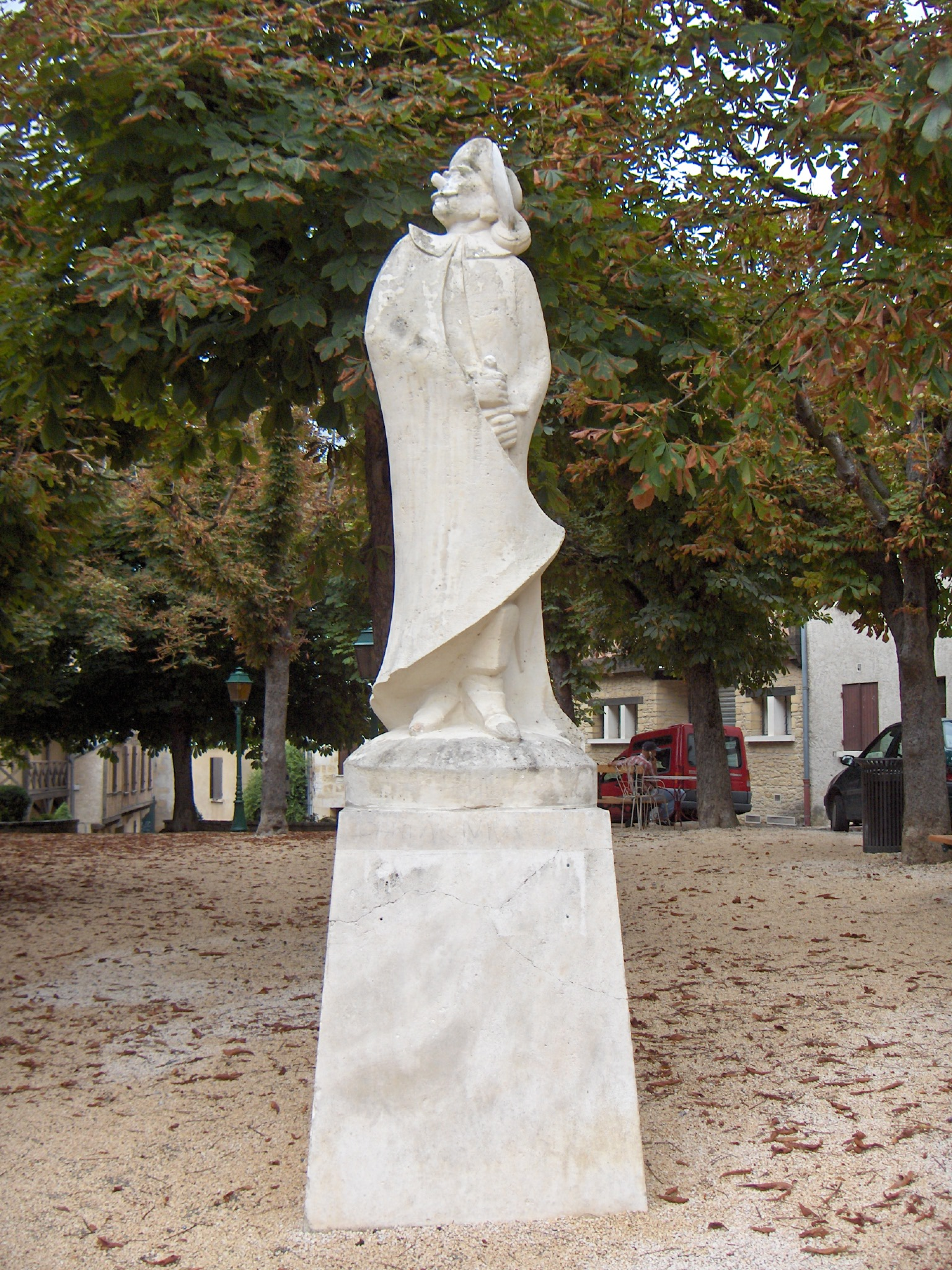
Statue de Cyrano de Bergerac, à Bergerac.

Liste des personnages célèbres de l'ancienne région française Aquitaine.

## Cinéma

### Actrices
- Barbara Schulz, actrice, née en 1972 à Talence
- Danielle Darrieux, actrice, née le 1er mai 1917

### Réalisateurs
- Jacques-Yves Cousteau, cinéaste, né le 11 juin 1910.
- René Clément, cinéaste, né le 18 mars 1913 à Bordeaux
- Édouard Molinaro, cinéaste, né le 13 mai 1928

## Artistes

### Architectes
- Jean Nouvel

### Couturiers
- André Courrèges

### Peintres
- Pierre Lacour fondateur du Musée des beaux-arts de Bordeaux
- Léon Bonnat, (1833-1922), peintre français
- Odilon Redon, peintre, dessinateur et graveur, né le 20 avril 1840 à Bordeaux
- Rosa Bonheur, peintre animalier
- Albert Marquet,
- Jean-Joseph Sanfourche,
- William Laparra, prix de Rome
- André Lhote,

### Troubadours
- Arnaut Daniel
- Arnaut-Guilhem de Marsan
- Bertran de Born
- Jaufré Rudel

## Écrivains
- Jean Anouilh, auteur dramatique, né le 23 juin 1910 à Bordeaux
- Ausone ou Decius ou Decimus Magnus Ausonius est un poète de langue latine né à Bordeaux vers l'an 309.
- Brantôme né v. 1540 à Bourdeilles, Périgord
- Boris Cyrulnik, psychanalyste, psychologue et écrivain, né le 26 juillet 1937 à Bordeaux
- Tristan Derème (1889, Marmande - 1941), écrivain et poète français.
- Jacques Dyssord, poète et écrivain (1880-1952), né à Oloron Sainte Marie.
- Jean-Louis Dubut de Laforest, écrivain et journaliste né le 24 juillet 1853 à Saint Pardoux La Rivière (Dordogne)
- Francis Jammes, (2 décembre 1868 - 1er novembre 1938), poète français
- Jean Lacouture, journaliste et écrivain français né le 9 juin 1921.
- François Mauriac, écrivain et journaliste, né le 11 octobre 1885 à Bordeaux.
- Xavier Navarrot, poète chansonnier républicain, janvier 1799-décembre 1862.
- Simin Palay, poète en langue béarnaise, (1874-1965).
- Saint Paulin (Meropius Pontius Paulinus), évêque de Nole, est un poète latin né à Bordeaux en 353.
- Alexis Léger dit Alexis Saint-Léger Léger puis Saint-John Perse, poète et diplomate français 1887 - 1975, qui a fait ses études au lycée Louis Barthou de Pau de 1899 à 1904.
- Jules Supervielle, poète, romancier et dramaturge (1884-1960), qui repose à Oloron.
- Michel Testut (1943-) , écrivain et chroniqueur périgordin.
- Annie Herguido (1943-) , enseignante et écrivaine vivant en Dordogne.
- Patrick Denaud (1953-) , journaliste et écrivain vivant en Charente Maritime.

## Historiens
- Guy Penaud, historien périgordin, né le 6 février 1943 à Pau

## Musique

### Compositeurs
- Maurice Ravel

### Chanteurs
- Marcel Amont
- Francis Cabrel, né le 23 novembre 1953 à Agen, est un chanteur français. Francis Cabrel est conseiller municipal de la commune d'Astaffort. depuis mars 1989.
- Bertrand Cantat
- Nathalie Cardone
- André Dassary (1912-1987), chanteur d'opérette
- Anne Etchegoyen, née en 1980 à Saint-Palais dans les Pyrénées-Atlantiques est une chanteuse et un auteur-compositeur basque.
- Serge Lama, chanteur, né le 11 février 1943 à Bordeaux
- Bernard Lubat
- Luis Mariano(1914-1970), ténor, chanteur d'opérette
- Pascal Obispo, né le 8 janvier 1965 à Bergerac en Dordogne.
- Michel Polnareff, auteur-compositeur-interprète, né à Nérac en 1944
- Vianney (1991-), né à Pau.

### Rappeurs - Groupes
- Noir Désir
- Partenaire particulier
- The Film
- Tribal Jam

## Danseuse
- Joséphine Baker née le 3 juin 1906 à Saint Louis et décédée le 12 avril 1975 à Paris. Chanteuse, danseuse et meneuse de revue célèbre, elle apparaît également dans quelques films. Elle achète le domaine des Milandes, en Dordogne, et y accueille avec Jo Bouillon, son deuxième mari, qu'elle a épousé en 1947, les enfants de toutes origines qu'elle a adoptés et qu'elle appelle sa tribu arc-en-ciel. Elle y engloutit sa fortune et multiplie les concerts pour poursuivre son œuvre.

## Humoristes
- Pierre Palmade, humoriste, né le 23 mars 1968 à Bordeaux
- Nicolas Canteloup, imitateur, né le 8 janvier 1965 à Mérignac

## Philosophes
- Frédéric Bastiat philosophe et économiste français, né à Bayonne en 1801.
- Jacques Ellul, philosophe, sociologue et théologien, né le 6 janvier 1912 à Bordeaux.
- Étienne de La Boétie, penseur, ami de Montaigne.
- Michel de Montaigne, penseur et un homme politique français de la Renaissance.
- Montesquieu, philosophe français du siècle des Lumières né le 18 janvier 1689 à la Brède (Gironde).

## Industriels et chefs d'entreprise
- Sylvain Floirat (1899-1993), homme d'affaires.

## Personnalités politiques
- Roland Dumas, ancien ministre des Affaires Étrangères de François Mitterrand, ancien Président du Conseil Constitutionnel, ancien député de la 4e circonscription de la Dordogne
- Yves Guéna, ancien maire de Périgueux, ancien président du Conseil Constitutionnel, Président de l'Institut du Monde arabe
- Pauline Kergomard, fondatrice des écoles maternelles en France, inspectrice générale des écoles maternelles, nommée par Jules Ferry, de 1881 à 1917

### Premiers Ministres
- Jacques Chaban-Delmas de 1969 à 1971
- Alain Juppé de 1995 à 1997

### Présidents de laIIIeRépublique
- Armand Fallières (1841-1931), maire de Nérac, député de Lot-et-Garonne, ministre puis président de la République française du 18 février 1906 au 18 février 1913.

### Présidents de l'Assemblée Nationale
- Jacques Chaban-Delmas, président de l'Assemblée nationale de 1958 à 1969, de 1978 à 1981 et 1986 à 1988.
- Henri Emmanuelli

### Ministres
- Michèle Alliot-Marie

Mars 1993 - mai 1995 : ministre de la Jeunesse et des sports
Mai 2002 - juin 2002 : ministre de la Défense et des anciens combattants
7/05/2002 - 15/05/2007 : ministre de la Défense
 : Ministre d'État Garde des Sceaux,ministre de la Justice et des Libertés
14/11/2010 - 27/02/2011 Ministre de l'Intérieur, de l'Outre-mer et des Collectivités territoriales
- François Bayrou

30/03/1993 - 11/05/1995 : ministre de l'Éducation nationale
18/05/1995 - 07/11/1995 : ministre de l'Éducation nationale, de l'Enseignement supérieur, de la Recherche et de l'Insertion professionnelle
07/11/1995 - 02/06/1997 : ministre de l'Éducation nationale, de l'Enseignement supérieur et de la Recherche
17/05/2017- 21/06/2017 : Ministre d'État Garde des Sceaux, ministre de la Justice
- Louis Barthou

président du Conseil des ministres du 22 mars 1913 au 2 décembre 1913
ministre de la Guerre du 16 janvier 1921 au 12 janvier 1922
ministre de la Justice en 1922 et en 1926
ministre des Affaires étrangères du 9 février 1934 au 9 octobre 1934 (assassiné en même temps que le roi Alexandre Ier de Yougoslavie, qu'il était allé accueillir à Marseille).
- Yvon Delbos homme politique français, né le 7 mai 1885 à Thonac (Dordogne), ministre des Affaires étrangères et ministre de l’Éducation nationale.
- Xavier Darcos ministre délégué à l'enseignement scolaire (mai 2002- mars 2004), ministre délégué aux affaires étrangères (coopération, francophonie) (mars 2004- juin 2005)
- Armand Fallières (1841-1931), président de la République,

1882-1883 : ministre de l'Intérieur, puis président du Conseil, et ministre des Affaires étrangères par intérim.
1883-1892 : alternativement ministre de l'Instruction publique et des Beaux-Arts, et ministre de la Justice.
- Dominique Joseph Garat, (8 septembre 1759-29 décembre 1833), ministre de l'intérieur et de la justice. Il annonça à Louis XVI sa condamnation à mort
- André Labarrère ministre chargé des relations avec le Parlement de 1981 à 1986.
- Suzanne Lacore ministre du Front populaire.
- Alain Lamassoure

30/04/1993-mai 1995 : Ministre délégué aux Affaires européennes ;
7/11/1995 - 1997 : Ministre délégué au Budget, Porte-parole du Gouvernement
- Jean-Jacques de Peretti ministre de l'Outre-mer.
- Geneviève Darrieussecq

Depuis le 21/06/2017 : Secrétaire d'État auprès de la Ministre des Armées

### Députés
- dans les 4 circonscriptions de la Dordogne

Roger Ranoux
Yves Péron
Daniel Garrigue
Germinal Peiro
- dans les circonscriptions de la Gironde
- dans les 3 circonscriptions des Landes

Alain Vidalies
Jean-Pierre Dufau
Henri Emmanuelli
- dans les 3 circonscriptions de Lot-et-Garonne

Jérôme Cahuzac
- dans les 6 circonscriptions des Pyrénées-Atlantiques

Martine Lignières-Cassou
François Bayrou
David Habib
Jean Lassalle
Jean Grenet
Daniel Poulou

### Maires des principales villes
- de la Dordogne

Antoine Audi est le maire (UMP) de Périgueux depuis 2014. Il a battu le maire sortant (PS) Michel Moyrand.
Daniel Garrigue est le maire (UMP) de Bergerac depuis 2014. Il a battu le maire sortant (PS) Dominique Rousseau.
Pascal Bourdeau est le maire (PS) de Nontron depuis 2014. L'ancien maire (UMP) Pierre Giry ne se représentait pas.
Jean-Jacques de Peretti est le maire (UMP) de Sarlat-la-Canéda depuis 1989.
- de la Gironde

Alain Juppé est le maire (UMP) de Bordeaux.
Noël Mamère est le maire (écologiste) de Bègles depuis 1989.
Gilbert Mitterrand est le maire (PS) de Libourne
- des Landes

Geneviève Darrieussecq est le maire (MoDem) de Mont-de-Marsan entre 2008 et 2017. Elle a battu le sénateur-maire sortant Philippe Labeyrie. Le 21 juin elle est nommée dans le Gouvernement Édouard Philippe (2) ; compte tenu du non-cumul des mandats, elle démissionne.
- des Pyrénées-Atlantiques

Martine Lignières-Cassou est le maire (PS) de Pau depuis 2008.
Jean Grenet (1939]) est le maire (UMP) de Bayonne depuis 1995.
Didier Borotra est le maire (MoDem) de Biarritz depuis 1990.
- de Lot-et-Garonne

Jean Dionis du Séjour est le maire (Nouveau Centre) d'Agen depuis 2008.
Gérard Gouzes maire de Marmande
Patrick Cassany maire de Villeneuve-sur-Lot.

### Vicomtes de Béarn
Gaston IV Le Croisé (1090-1131)
Gaston X Fébus de Béarn, Gaston III Fébus de Foix-Béarn (1343-1391)

## Résistants
- Jacques Chaban-Delmas
- Daniel Cordier
- Édouard Valéry
- Henri Arlet

## Scientifiques

### Mathématiciens, physiciens

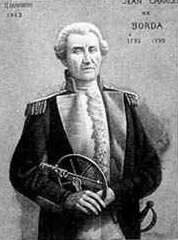
Jean-Charles de Borda.

- Jean-Charles de Borda fut un mathématicien, physicien, politologue et navigateur français, né le 4 mai 1733 à Dax et décédé le 19 février 1799 à Paris.
- Jacques de Romas, physicien, né à Nérac le 13 octobre 1713. Le 7 juin 1753, il fit sa première expérience de cerf-volant électrique sur la route de Mézin.

### Géographes
- Élisée Reclus, né à Sainte-Foy-la-Grande en Gironde en 1830, est un géographe français, également membre de l'Internationale socialiste.

### Juristes

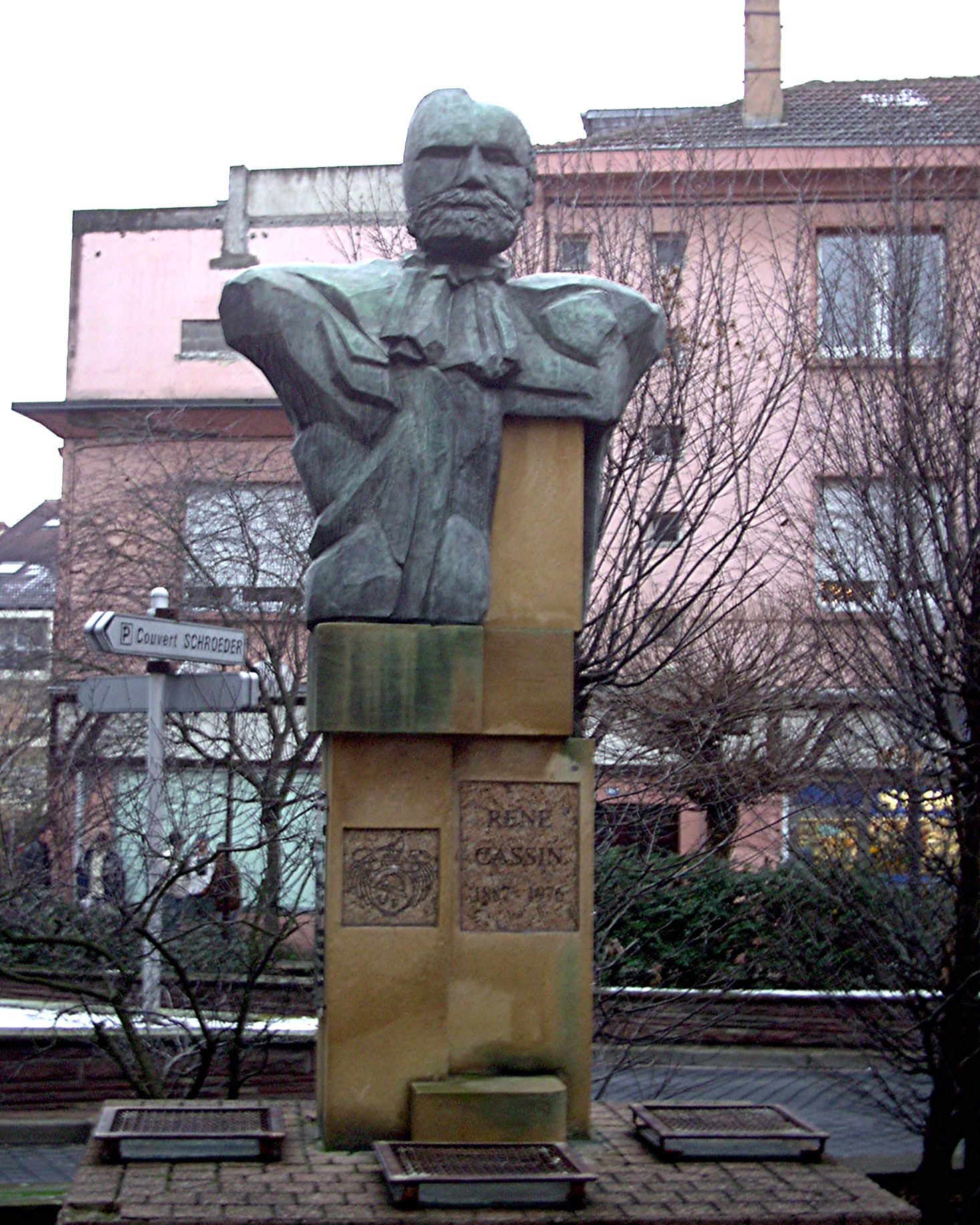
René Cassin.

- René Cassin, (1887-1976), juriste, Prix Nobel de la Paix en 1968
- Louis Favoreu, né en 1936, décédé le 1er septembre 2004 était professeur de droit constitutionnel. Spécialiste reconnu du Conseil constitutionnel.
- Pierre Sanfourche-Laporte, (1774-1856), juriste français puis avocat à la Cour de cassation de Bruxelles.

### Économistes
- Michel Camdessus, (1933), directeur général du FMI entre 1987 et 2000
- Frédéric Bastiat philosophe et économiste français, né à Bayonne en 1801, et mort à Rome en 1850. Mais sa famille était originaire de Mugron, dans les Landes, où il vécut la plus grande partie de sa vie, et où se trouve aujourd'hui sa statue.

## Sportifs

### Basket-ball
- Freddy Hufnagel, international de basket, Elan Béarnais Pau-Orthez
- Alain Larrouquis, Elan Béarnais Pau-Orthez
- Thierry Gadou, international de basket, Elan Béarnais Pau-Orthez
- Didier Gadou, international de basket, Elan Béarnais Pau-Orthez
- Frédéric Fauthoux, international de basket, Elan Béarnais Pau-Orthez

### Canoë-kayak
- Patrice Estanguet, né à Pau, licencié à Pau, champion français de canoë monoplace (C1), médaillé de bronze aux Jeux olympiques d'été de 1996 à Atlanta
- Tony Estanguet, né à Pau, licencié à Pau, champion français de canoë monoplace (C1), champion du slalom olympique en 2000 à Sydney, 2004 à Athènes et 2012 à Londres.

### Cyclisme
- Louison Bobet
- Gilbert Duclos-Lassalle, double vainqueur de Paris-Roubaix
- Roger Lapébie, (1911-1996)
- Pierre-Raymond Villemiane, né le 12 mars 1951 à Pineuilh, champion de France professionnel en 1980 et vainqueur de trois étapes du Tour de France

### Football
- Édouard Cissé, actuellement à l'OM.
- Didier Deschamps, (1968-), champion du monde en 1998.
- Christophe Dugarry, champion du monde en 1998.
- Julien Escudé, actuellement au FC Séville.
- Alain Giresse, ancien footballeur international.
- Aymeric Laporte, joueur (défenseur central) de l'Athlétic Bilbao en Espagne, né à Agen.
- Jean-François Larios, joueur international, il a joué notamment à Saint-Étienne, à Bastia.
- Jean-Michel Larqué, joueur international, sept titres de champion de France D1, record du genre (1967, 1968, 1969, 1970, 1974, 1975 et 1976 avec l'AS Saint-Étienne).
- Bixente Lizarazu, champion du monde en 1998, passé au Bayern de Munich avant de prendre sa retraite.

### Golf
- Arnaud Massy

### Handball
- Nelson Paillou
- Jérôme Fernandez

### Pelote basque
- Pampi Laduche
- Joseph Apesteguy dit "Chiquito de Cambo"

### Rugby à XV
- Pierre Albaladejo, international de rugby, Dax
- Jean-Pierre Bastiat, international de rugby, Dax
- Abdelatif Benazzi joueur de rugby international
- Philippe Bernat-Salles joueur de rugby international
- Serge Betsen joueur de rugby international
- Serge Blanco joueur de rugby international
- André Boniface, international de rugby, Mont-de-Marsan
- Guy Boniface, international de rugby, Mont-de-Marsan
- Nicolas Brusque joueur de rugby international
- Laurent Cabannes joueur de rugby international
- Nano Capdouze joueur de rugby international (également à XIII)
- Fernand Cazenave, international de rugby, Mont-de-Marsan
- Christian Darrouy, international de rugby, Mont-de-Marsan
- Benoit Dauga, international de rugby, Mont-de-Marsan
- Richard Dourthe, international de rugby, Dax
- Albert Ferrasse, ex-Président de la FFR et actuel Président de la Fondation qui porte son nom.
- Jean-Michel Gonzales joueur de rugby international
- Youcef Hanou, joueur de rugby international, Périgueux
- Imanol Harinordoquy, (1980), joueur de rugby international
- Raphaël Ibañez, international de rugby, Dax
- Pascal Lacroix, international de rugby, Mont-de-Marsan
- Thierry Lacroix, international de rugby, Dax
- Patrice Lagisquet joueur de rugby international
- Jean-Patrick Lescarboura, international de rugby, Dax
- Jean-Pierre Lux, international de rugby, Dax
- olivier Magne, international de rugby, Dax
- François Moncla joueur de rugby international
- Pascal Ondarts joueur de rugby international
- Robert Paparemborde joueur de rugby international
- Fabien Pelous, international de rugby, Dax
- Jean Piqué joueur de rugby international
- Jean Prat, international de rugby, Dax
- Maurice Prat, international de rugby, Dax
- Olivier Roumat, international de rugby, Dax
- Philippe Sella joueur de rugby international
- Damien Traille joueur de rugby international
- Pierre Triep-Capdeville joueur de rugby international
- Baptiste Serin joueur de rugby international

### Ski alpin
- Annie Famose

### Tennis
- Jean Borotra (1898-1994), joueur de tennis, surnommé le Basque bondissant, l'un des Quatre Mousquetaires
- Nicolas Escudé, vainqueur de la Coupe Davis
- René Lacoste, joueur de tennis, surnommé le Crocodile, l'un des quatre mousquetaires
- Nathalie Tauziat

### Voile
- Titouan Lamazou
- Yves Parlier

## Religieux

### Fondateurs
- Adèle de Batz de Trenquelléon, (1789-1828, religieuse, née à Feugarolles (Lot-et-Garonne), fondatrice des Filles de Marie.
- Guillaume-Joseph Chaminade, (1761-1850), religieux, né à Périgueux, fondateur de la Famille marianiste, béatifié le 3 septembre 2000.

### Théologiens
- Pierre Abadie (milieu du XVIIe siècle) fut ministre protestant à Pau. Il est surtout connu pour sa controverse contre le jésuite Audebert.
- Jacques Abbadie est un théologien protestant français né en 1654 à Nay Pyrénées-Atlantiques France, mort en 1727 à Londres Angleterre.

## Monarques

Armoiries de Clément V.
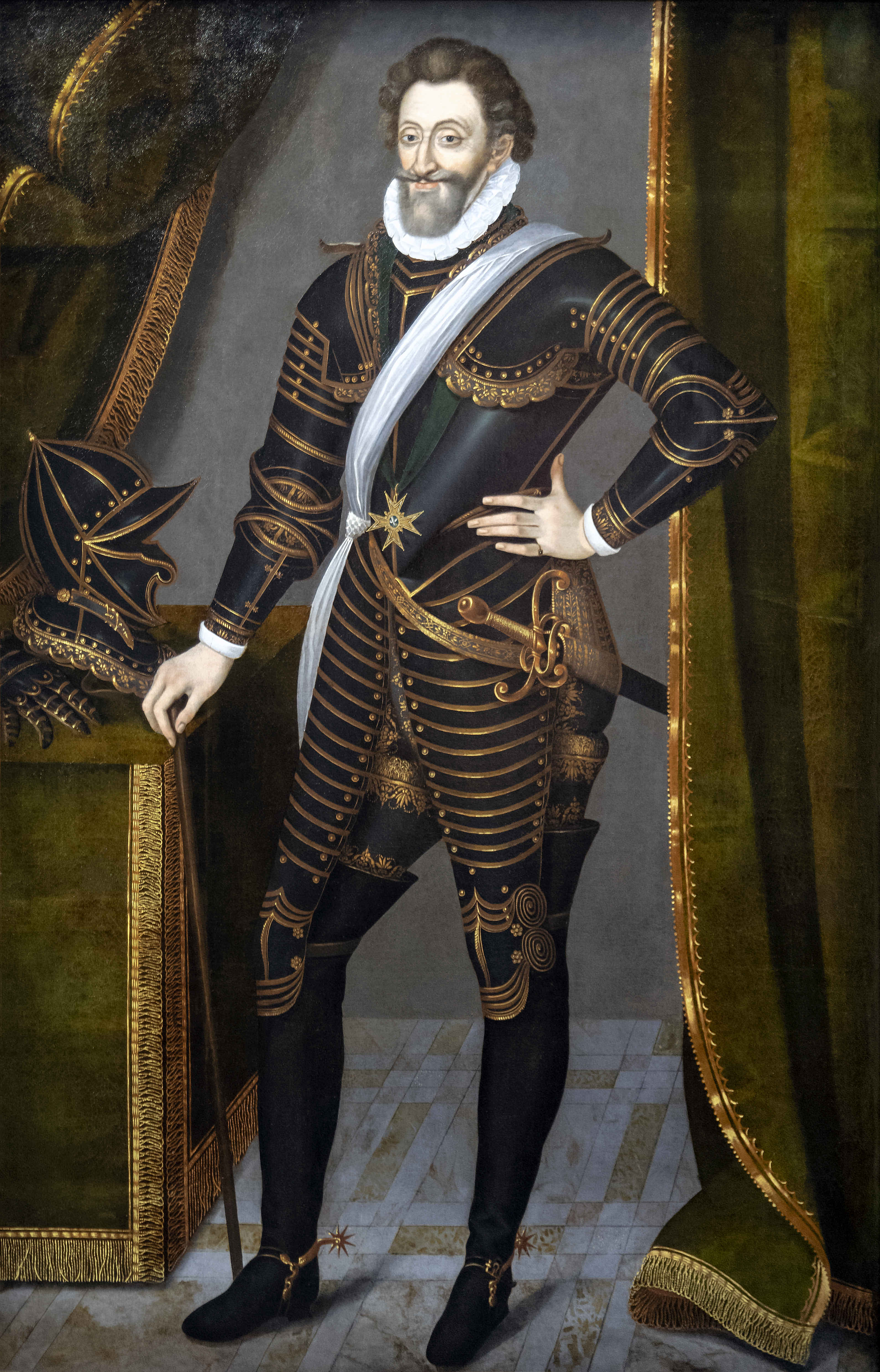
Henri IV par Jacques Boulbène.
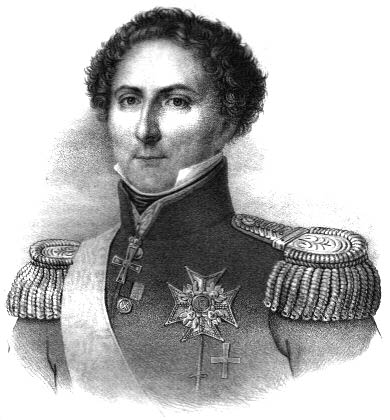
Jean-Baptiste Jules Bernadotte.

### Pape
- Bertrand de Got (et non de Goth comme il est souvent cité), (né vers 1264 à Villandraut ou Uzeste en Gironde - mort le 20 avril 1314, à Roquemaure enterré à Uzeste en Gironde) fut archevêque de Bordeaux avant de devenir Pape sous le nom de Clément V.

### Rois ou Reines de France
- Henri III de Navarre-Bourbon, Henri IV de France (1572-1610) également roi de Navarre
- Aliénor d'Aquitaine, reine de France puis reine d'Angleterre
- Adélaïde d'Aquitaine, (ou Adélaïde de Poitiers) (vers 945 ou 952 - 1004), reine de France

### Roi de Suède
- Jean-Baptiste Jules Bernadotte également Maréchal de France

### Rois ou Reines de Navarre
- Henri II de Navarre-Albret (1517-1555)
- Jeanne III de Navarre-Albret (1555-1572)

## Divers

### Radio-Télévision
- Jean-Marc Laurent, né à Pau 1965 homme de média, animateur sur NRJ, présentateur Radio-France, journaliste.

### Militaires
- Jean-Armand du Peyrer, lieutenant capitaine de la compagnie des mousquetaires (1598-1672)
- Athos, mousquetaire (1615-1643)
- Porthos, mousquetaire (né en 1617)
- Henri d'Aramitz, mousquetaire, modèle d'Aramis
- Joseph Barbanègre (Pontacq 22 août [ii - Paris 7 novembre 1830) était un militaire français, général de brigade et baron d'Empire.
- François Darlan (1881-1942) dit l'amiral Darlan, homme politique français, né à Nérac, fils d'un maire de Nérac.
- Le général Jean Maximilien Lamarque, né à Saint-Sever (1770) et mort à Paris (1832), proche collaborateur de Napoléon Bonaparte.
- François Fournier-Sarlovèze, (1773-1827), général de division, né à Sarlat.
- Jean Zacharie Mesclop, (1775-1844), né à Bergerac, officier des armées de la République puis général de l'Empire en 1813.
- Jean Boudet (1769-1809), né à Bordeaux, général de division français.

### Criminels
- Joseph Garat, (1872-1944), député-maire de Bayonne et complice dans l'affaire Stavisky qui est partie du Crédit Municipal de Bayonne
- Maurice Papon, né le 3 septembre 1910 à Gretz-Armainvilliers (Seine-et-Marne) est un homme politique et haut fonctionnaire français, condamné en 1998 pour complicité de crimes contre l'humanité, pour des actes commis en tant que fonctionnaire du régime de Vichy.

### Autres
- Appelé le premier hospitalier de France, Saint Vincent de Paul est canonisé en 1737 par le Pape Clément XII.
- Pierre de Marca est un historien et archevêque français né à Gan (Pyrénées-Atlantiques) le 24 janvier 1594 et mort le 29 juin 1662.
- Roger Ducos, nommé Directeur, sous le Directoire, il participe au coup d'État du 18 brumaire an VIII (9 novembre 1799). Sous le Consulat, aussi est-il nommé consul provisoire (avec Napoléon Bonaparte et Emmanuel-Joseph Sieyes).

## À classer ci-dessus (ébauche)
- François Cabarrus, (1752-1810), aventurier et financier espagnol, père de Madame Tallien
- Marie Darrieussecq, (1969), écrivain
- Jean Delay, (1907-1987), psychiatre et écrivain français, élu à l'Académie française en 1959
- Bernard Dubourdieu, (1773-1811), marin
- Jean Duvergier de Hauranne, (1581-1643), religieux
- Hubert-Denis Etcheverry, (1867-1950), peintre
- Christophe Hondelatte, (1962), journaliste français de radio et de télévision
- Jacques Laffitte, (1767-1844), homme politique et gouverneur de la Banque de France
- Charles Martial Lavigerie, (1825-1892), cardinal français
- Bertrand Pelletier, (1761 - 1797), chimiste français
- Michel Portal, (1935), musicien français de jazz
- Pierre Richard-Willm, (3 novembre 1895 - 12 avril 1983), comédien
- Michel Sainte-Marie, (1938), homme politique
- Alain Aslan, sculpteur, né le 23 mai 1930
- Félicien
- Georges Coulonges
- Gil Galasso, (1967), Meilleur Ouvrier de France Maître d'hôtel (M.O.F.)
- Jean Eustache né à Pessac
- Jean-Jacques Sempé, dessinateur, né le 17 août 1932 à Bordeaux
- L'Anonyme de Bordeaux, pèlerin qui s'est rendu à Jérusalem au IVe siècle
- Maïté
- Maurice Dubois, peintre, né le 4 juin 1869
- Jules Steeg, (1836-1898), homme politique[1]
- Théodore Steeg, (1868-1950), homme politique